# Volinski pokolj
Volinski pokolj počinili su ukrajinski nacionalisti s aktivnom, čestom podrškom mjesnog ukrajinskog stanovništva prema manjinskim Poljacima nekadašnjeg Volinskog vojvodstva (za vrijeme rata pod vlašću Komesarijata države Ukrajine), za vrijeme nacističke okupacije poljske, u razdoblju od veljače 1943. do veljače 1945. godine.
Žrtve ubijanja, koje je kulminiralo u ljeto 1943., bili su Poljaci, u manjem opsegu Rusi, Ukrajinci, Židovi, Armenci, Česi i predstvanici drugih naroda koji su živjeli u Volinskom kraju. Točan broj žrtava je nepoznat, povjesničari procjenjuju da je ubijeno oko 50 000 do 60 000 Poljaka i u osveti 2000 do 3000 Ukrajinaca.
Identičan genocid se dogodio u Istočnoj Malopoljskoj koje je predvodila Ukrajinska ustanička armija (UPA) u prvoj polovini 1944. godine.
U Republici Poljskoj zabranjeno je negiranje volinskog pokolja, te se za negiranje volinskog pokolja može izreći maksimalna kazna zatvora do 3 godine.

## Pozadina događaja
Kao rezultat agresije Trećeg Reicha i Sovjetskog Saveza na Poljsku u rujnu 1939., a po okupaciji cijelog teritorija II. Poljske Republike od Wehrmachta i Crvene armije i uspostavom granice 28. rujna 1939. između Trećeg Rajha i Sovjetskog Saveza, a prema sporazumu o prijateljstvu između Trećeg Rajha i Sovjetskog Saveza, područje Volinskog vojvodstva je bio okupirao Sovjetski Savez. Da bi opravdali aneksiju okupiranog teritorija Poljske, Sovjeti su 22. listopada 1939. proveli fiktivne izbore za lokalnu Narodnu skupštinu. Dana 27. listopada 1939., narodni kongres zapadne Ukrajine najavio je priključenje Volinskog vojvodstva Ukrajinskoj SSR, to je potvrdilo predsjedništvo Vrhovne Rade 1. studenog 1939.
Nakon njemačke invazije SSSR-a, Volinj je pod u Komesarijatom Države Ukrajine, koji je osnovan 1. rujna 1941. godine. Hitler je, prema svojoj istočnoj politici, tretirao Ukrajinu kao materijalnu osnovu Trećeg Reicha i nije predvidio postojanje neke administracije osim njemačke. Njegova glavna svrha bila je ekonomska eksploatacija temeljena na visokim kvotama nametnutih stanovništvu.
Nakon početka likvidacije geta i masovnog istrebljenja židovske populacije (početkom 1942.), ukrajinska pomoćna policija surađivala je s SS-om i njemačkom policijom u lovu na stanovnike getoa i prateći Židove na mjesta pogubljenja, a više puta su sudjelovali u pogubljenjima. U Holokaustu je oko 150.000 ljudi ubio nasilni aparat koji se ugledao na Treći Reich, Židova u Volinju i 455 tisuća u istočnoj Maloj Poljskoj. 
Genocid koji je njemački okupator provodio nad Židovima bio je jedan - nakon masovnih deportacija, uhićenja i masovnih ubostava tijekom sovjetske okupacije 1939. – 1941. godine - dokaz o nemoralnosti i „djelotvornosti” masovnog progona i zločina koje su institucije Trećeg Rajha i Komesarijata Države Ukrajine provodili prema svim etničkim i društvenim skupinama. To je stvorilo klimu društvene ravnodušnosti za nasilje, zločine i konačno masovna ubojstva - genocid. Holokaust Židova postao je primjer ukrajinskim nacionalistima kako treba ukloniti Poljake.
Kao posljedica sovjetskih i njemačkih zločina, deportacija, prisiljavanja na rad u Trećem Rajhu, Volinska populacija pala je s prosječnih 2,3 milijuna u kolovozu 1939. na manje od 2 milijuna u siječnju 1943. Osim Židova, poljska manjina je pretrpjela najviše gubitaka – gubitak od oko 45.000 ljudi, uključujući i mnogo vodstvo, vojnoj i organizacijskoj pripremi. Godine 1942. Njemačka je procijenila broj Poljaka u Volinju na 306.000, što je činilo 14,6 % ukupnog stanovništva.
Godine 1942. nemilosrdno ponašanje njemačkih vlasti (visoke kvote, pljačka gospodarstva, pogubljenja) dovelo je do živahnog razvoja partizanskog pokreta u Volinju. Pored skupina koje nisu povezane s bilo kojom političkom organizacijom i sovjetskim partizanima, osnovane su tri ukrajinske partizanske skupine: tzv. prve UPA (najveće), vojne jedinice OUN-M i male skupine OUN-SD (OUN-R, kasnije OUN-B). Međutim, jedinice OUN-SD bile su operativno najdinamičnije. Kao jedini, odlučili su ujediniti sve ukrajinske partizanske oružane skupine (često silom) i odmah sudjelovati u gerilskom ratovanju.
U ožujku i travnju 1943. u Volinju se dogodila veliko napuštanje službenika iz Ukrajinske pomoćne policije. Dio dezertera ojačali su jedinice OUN-B, OUN-M i UPA. Baš ti bivši policajci počinili su zločine protiv odabranih Poljaka. Ova je akcija obilježena provedbom odredbi OUN-B na početku oružane borbe i planom uklanjanja poljskog stanovništva Volinju.
Poraz Nijemaca u Staljingradu u veljači 1943. i izglede za ulazak u istočnu Poljsku Crvene armije značilo je da poljski državljani ukrajinske nacionalnosti razmišljaju o pobuni za neovisnosti. OUN se bojao ponavljanjem situacije iz Prvog svjetskog rata, kada je poraz Rusije i iscrpljenost Njemačke ostavio vakuum koji su napunili Poljaci. Domovinska vojska obavijestila je poljsku vladu da će kao dio ustanka protiv Njemačke biti potrebna hitna akcija protiv Ukrajinaca, a Volinja i Galicija trebaju biti podvrgnute vojnoj okupaciji.

## Odluka o istrebljenju Poljaka
Planovima Organizacije ukrajinskih nacionalista (OUN) za vrijeme rata i nacionalne politike, koju je vlada pod Jaroslavom Steckom namjeravala uvesti, preuzeto je uklanjanje Poljaka iz Volinja i istočne Male Poljske. Istodobno su namjeravali izazvati pomoću seljačkih govora. S obzirom na inteligenciju, primijenjena je ista politika koju je Njemačka primjenjivala. Odlučeno je slijediti politiku gotovih činjenica i ukloniti poljsko stanovništvo iz spornih područja, tako da bi, prije mogućih međunarodnih pregovora o granicama, područje na kojem je OUN-B preuzelo svoje djelovanje bilo etnički homogeno. Istrebljenje Židova također je utjecalo na takvu odluku. Jedan od zapovjednika UPA procjenjuje situaciju ovako:
Od 17. do 23. veljače 1943., održana je treća konferencija OUN-B u selu Terebieże ili Wołomin kod Oleska. Prema Czesławu Partacz i Władysławu Filar, uprava OUN-B je odlučila u to vrijeme ukloniti sve Poljake iz svih zemalja koje su smatrali ukrajinskim. 
Prema najvjerojatnijoj hipotezi, odluku o genocidu nad Poljacinma donijelo je troje ljudi iz OUN-B vodstva: Dmytr Klaczkiwski, šef Volinskog OUN-B, Vasil Iwachov, vojni činovnik OUN-B i Ivan Lytvynchuk, zapovijedajući snage UPA u sjeveroistočnom Volinju. Potonji, prema svjedočenjima S. Janiszewskog, bio je inicijator i najaktivniji organizator genocida nad Poljacima. Između ožujka i svibnja 1943. nakon smrti Iwachowa, sva moć prešla je u ruke Klaczkawskog, koji su već samostalno odlučuje pokrenuti etničko čišćenje po cijelom Volinju.
Organizacija ubojstava, njihova tijek, veličina, teritorijalni opseg i ciljevi i motivi, koji je vodila ova akcija, daju za pravo IPN istražnom odjelu da izjavi da je na području Volinja 1939. – 1945 počinjen genocid. Zločini su bili djelo Ukrajinske ustaničke armije, ojačani u ožujku i travnju 1943. dezerterima iz ukrajinske pomoćne policije, uz pomoć ukrajinskih seljaka zvanih Czerń i Služba sigurnosti OUN-B.

## Inspiratori zločina
Odgovorni za izdavanje naloga za sudjelovanje u etničkom čišćenju Ukrajinske ustaničke armije je Dmytro Klaczkiwski, pseudonim „Kłym Sawur”, zapovjednik sjevernog okruga UPA zajedno s Wasylom Iwachowim i Iwanom Łytwynczukom. Istraga IPN-a pokazuje da su lideri OUN-B i UPA izravno odgovorni za odluku o počinjenju zločina i odgovorni za izravna ubojstva:
- Dmytro Klaczkiwski, pseudonim „Kłym Sawur”, tada zapovjednik skupine UPA-sjever. U razdoblju od ožujka do svibnja 1943. odlučio o počinjenju ubojstava diljem Volinja. U lipnju 1943. izdao je tajnu smjernicu UPA-ovog teritorijalnog sjedišta u Volinju u vezi s provođenjem velike akcije za likvidaciju poljskih muškaraca u dobi između 16 i 60 godina.

Ovu činjenicu je potvrdio i zapovjednik općine „Turiw”, Jurij Stelmaszczuk pseudonim „Rudyj” u svjedočenjima nakon rata podnesen NKVD-u nakon uhićenja:
- Ivan Lytvynchuk, pseudonim „Dubyj”, zapovjednik Prve UPA grupe, a potom i vojne okrugu „Zahrawa”, bio je organizator i inicijator saslušanja poljskog stanovništva, koji se često hvalio zbog svojih zasluga u likvidaciji Poljaka.

- Petro Olijnyk, pseudonim „Enej”, zapovjedao je u vojnom okrugu „Bohun”.

- Yuri Stelmaszczuk, pseudonim „Rudyj”, zapovjednik UPA grupe „Ozero”, a potom i vojnog okruga UPA „Turiw”.

- Wasyl Iwachiw, pseudonim „Soma”, vojni činovnik OUN-B, zajedno s Klaczkiwskim i Łytwyńczukom, odlučio je započeti antipoljske aktivnosti

## Opis zločina

### Vrste napada
U načelu se mogu razlikovati tri vrste napadaja:
- napada na pojedince i male skupine koje idu u druga mjesta ili rade na polju ili u šumi;
- napada na male skupine Poljaka, sastavljenih od nekoliko ili desetak obitelji, koje žive u selima ili na rubovima naselja;
- napada na velike skupine poljskog stanovništva, što zahtijeva koncentriranje većih snaga.

Prve dvije vrste napadaja bile su rad OUN sigurnosne službe ili UPA grane. Treći tip zahtijeva mobilizaciju ukrajinskog civilnog pučanstva naoružanog bijelim oružjem ili poljoprivrednom opremom.

### Početci zločina

#### Krvava nedjelja, 11. srpanj 1943.
U zoru (03:00 sata) 11. srpnja 1943. UPA jedinice su koordinirano napale na 99 poljskih mjesta, uglavnom u okruzima horochowskim i Vladimir pod geslom „smrt Poljacina”. Okružili su sela da spriječe bijeg stanovnika, došlo je do pokolja i razaranja. Stanovništvo Poljsko je ubijano metcima, sjekirama, vilama, kosama, pilama, noževima, čekićima i drugim alatima. Poljska sela nakon ubojstva stanovništva spaljena su kako bi spriječili ponovno naseljavanje. Bila je dobro pripremljena i planirana akcija. Na primjer, zlodjelima u području Vladimir prethodila koncentracija vojnika UPA u šumama zawidowskim (zapadno od Poryck), na području Marysin Dolinka, Lachow i na područjima Żdżary, Litowież, Grzybowice. Četiri dana prije početka kampanje u ukrajinskim selima održani su sastanci gdje je lokalno stanovništvo bilo obavještavalo o potrebi za ubijanjem svih Poljaka. Pokolj je počeo rano ujutro u 03:00 sata 11. srpnja 1943. iz poljskog sela Gurów, pokrivajući: Gurów Wielki, Gurów Mały, Wygranka, Zdaria, Zabłoćce - Sądowa, Nowiny, Zagaja, Poryck, Oleń, Orzeszyn, Romanówka, Lachów, Swojczów, Gucin i drugi. Samo 70 osoba preživjelo je u selu Gurów od 480 Poljaka; u naselju Orzeszyn, 270 Poljaka je ubijeno od ukupno 340 stanovnika; u selu Sądowa od 600 Poljaka samo 20 uspjelo je pobjeći i ostati na životu, samo desetak njih preživjelo je u naselju Zagaje od 350 Poljaka.
Ujutro toga dana, skupina od 20 napadača ušla je u crkvu tijekom Mise u Porycku, gdje je oko trideset minuta ubijano oko 100 ljudi, među kojima su bili djeca, žene i starije osobe. Razbojnici su tada ubili, oko 200, Poljaka koji žive u Porycku. Slični napadi na crkve provedeni su i na drugim mjestima.
Ubojstva su učinjena s velikom okrutnošću. Sela i poljska naselja bili su opljačkani i spaljeni. Nakon što su provedeni masakri, seljaci iz susjednih ukrajinskih sela ušli su na kolima, grabeći svu imovinu koja je ostala od nakon ubijanja, a bila je vlasništvo Poljaka. Glavna akcija trajala je do 16. srpnja 1943. U srpnju 1943. bilo je ciljano najmanje 530 poljskih sela i naselja. Tada je ubijeno sedamnaest tisuća Poljaka, što je bilo vrhunac etničkog čišćenja u Volinju.

#### Kolovoz 1943.
U kolovozu je nastavljeno protupoljsko djelovanje po selima, koja zbog raznih razloga nisu dopustila genocid. Početak mjeseca bio je relativno mirao - vjerojatno je dato da Poljaci dovrše berbu kako bi se opljačkala gotova žetva.Došlo je bio do zločina u Leonówki; oko 150 Poljaka je ubijeno. Masovne akcija koje podsjećaju na napad od 11. srpnja napravljene su 28. – 31. kolovoza, kada je napadnuto 85 sela, uglavnom u okruzima Kovel, Vladimir i do tada netaknut od genocida lubomelski okrug. Dana 29. kolovoza, UPA je proveo kampanju u selima Ostrówka i Wola Ostrowiecka u Lubomelu. Svi Poljaci bili su ubijeni, sve su zgrade spaljene, imovina i životinje na farmama bili su opljačkani. Kao rezultat ove akcije u selu Wola Ostrowiecka je ubijeno 529 ljudi, uključujući 220 djece mlađe od 14 godina, a u selu Ostrówki ubijeno 438 ljudi, uključujući 246 djece mlađe od 14 godina. Ukupno, u kolovozu 1943. bilo je napada na 301 naselje i ubijeno je najmanje 8.280 Poljaka.
U drugoj polovici 1943. godine UPA je poduzela akciju podijelu zemlje ukrajinskim seljacima koja je ostala nakon uništenja poljskih naselja i podjelu poljoprivrednih zemljišta koje su sovjetske vlasti nacionalizirale nakon 1939. godine, a od lipnja 1941. potpala su pod njemačku upravu.

#### 1943./1944.
Nakon razdoblja relativnog mira u listopadu i studenom 1943. godine, krajem godine, osobito tijekom Božića, u cijelom Volinju održan je novi val oružanih djelovanja ukrajinskih nacionalista protiv Poljaka. UPA grupe, koje je podržalo lokalno ukrajinsko stanovništvo, napale su središta poljskog stanovništva i baze samoobrane u okruzima: Rówieński, Łuck, Kezel i Włodzimierz (takozvana „krvava proslava”).
Posljednji val napada u Volinju dogodio se početkom 1944. godine. Koristeći povlačenje njemačke vojske i približavajuće Crvene armije, milicije UPA i OUN napadale su bespomoćno poljsko stanovništvo. Dana 2. veljače 1944. 129 osoba izbjeglica iz Łanowieca ubijeno je na cesti između Kuśkowce Wielkie i Śniegorówka. 13. veljače ubijeno je oko 140 poljaka u nekoliko mjesta u blizini Włodzimierza Wołyńskog. U istom mjesecu u samostanu u Wiśniowiecu, skupina SB OUN je ubila oko 300 ljudi, uglavnom žene i djece.
U proljeće 1944. UPA grana prebacuje glavninu svog djelovanja na područje Lavova i Podolje gdje su Poljaci brojniji nego u Volinju. Osim toga na lijevoj obali rijeke Bug došlo je do eskalacije poljsko ukrajinskih partizanskih borbi.

## Poljska samoobrana
Uz povećanje prijetnje ukrajinskim napadima na poljska sela, na prijelazu 1942./1943. godine počele su spontano nastajati prve jedinice samoobrane. Bili su malobrojni i slabo naoružani, a njihova aktivnost je bila ograničena da obilaze područje i upozoravaju o napadu. U 1943. godini u Volinju je osnovana nešto više od 100 centara samoobrane koje su u početnoj fazi vodile civilne vlasti. Prve samoobrane nastale su u selima Jeziory, Szachy, Serniki, Swarycewicze, Borowe, Dubrowica, Wołczyce, Huta Stepańska, Dobryń, Nowosiółki, Ostrowsk, Wieluń, Biała, Komary, Huta Sopaczewska, Hały. U Kostopolskom okrugu organizirana je samoobrana u selima: Głuszków, Moczulanka, Nowiny, Stara Huta, Bronisławówka, Rudnia, Stryj, Mokre, Myszków, Zawołocz, Marulczyn, Woronusze, Jakubówka. Posebno velika baza osnovana u regiji Stara Huta, gdje su 14 sela formirala zajednički obrambeni sustav sa zapovjednim centrom u Staroj Huti.
Druga velika baza organizirana je u Przebrażu. Selo je pretvoreno u utvrđeni logor. Sila samoobrane bio je bataljun sastavljen od 4 odreda. Organizaciju samoobrane, naoružavanje i obuku svojih članova dao je podršku inspektorat Lutsk Domovinske vojske. Već u ljeto 1943. u Przebrażu već ima sedam odreda i konjanička eskadrila izviđanja. Ukupno je oko tisuću ljudi bilo pod oružjem.
Na području na južno od Kowela organizirana je samoobrana u selima: Zasmyki, Janówka, Radomle, Lityń, Ossa, Wierzbiczno, Suszybaba, Lublatyn, Zielona, Różyn, Stara i Nowa Dąbrowa.
Na sjeveru od Włodzimiera Wołyńskoga formirana je samoobranu u selima: Spaszczyzna, Wodzinów, Wodzinek, Bielin, Sieliski, Aleksandrówka, Marianówka. Najveće baze samoobrane su: Przebraże, Huta Stepańska, Pańska Dolina, Stara Huta, Zasmyki, Bielin. Manji centri nisu izdržali pritisak ukrajinskih nacionalista i uništeni su. Samo od nekih stanovnika iz sela uspjeli su doći do gradova ili većih centara samoobrane.
Ova taktika nije spriječilo ubojstva, zbog čega je u srpnju 1943. Okružna Delegacija Vlade u Volinju izdala upute o stvaranju baza samobrane i partizanskog odjela. Bila je to kasna inicijativa, jer je u srpnju 1943. oko 30.000 žrtava genocida već ubijeno. Poljska civilna populacija. Samo desetak osoba preživjelo je iz manjih centara za samoobranu u Volinju, dok je u slučaju većih baze samoobrane (koji se sastojao od nekoliko susjednih poljskih sela okruženih raznim utvrđenjima) uz potporu partizanskih jedinica ukupno 16, samo su dvije razbijene od UPA. U siječnju 1944. osnovana je 27. volinska pješačka divizija iz partizanskih jedinica na ovom području. Uspostava samoobrane u Volinju smanjeni su poljski gubitci, ali nije spriječen genocid nad Poljacima

## Poljska odgovor
Godine 1943. neki su Poljaci koji su preživjeli napade na svoja sela pridružili su se njemačkoj policiji ili sovjetskim partizanskim jedinicama, kao dio novih jedinica, umirivali su ukrajinska sela. Kao rezultat toga, u propagandnim tekstovima OUN-a i UPA-a pojavljuju se optužbe na račun Poljaka o suradnji sa SSSR-om i Trećim Reichom.
Početkom siječnja 1944., nakon što je Crvena armija prešla predratnu poljsku granicu, zapovjedništvo Domovinske vojske naložilo je mobilizaciju partizanskih jedinica u Volinju i odlučilo pokrenuti kampanju „Bura”. Dana 28. siječnja 1944. osnovana je 27. volinska pješadijska divizija Domovinske vojske.
Pored akcija protiv Njemačke, divizija je izvršila 16 glavnih borbenih akcija protiv jedinica UPA, djelomično uklanjajući prijetnju poljskom civilnom stanovništvu na zapadu Volinja.

## Procjena broja žrtava

### Poljske žrtve i provođenje istrage
Broj od 50 do 60 tisuća ubijenih Poljaka u Volinju poljski povjesničari smatraju najrealnijim, od kojih je 15 tisuća ubijeno do srpnja 1943. i 17.000 u srpnju 1943. Velika skupina Poljaka tražila je sklonište u gradovima pod zaštitom Nijemaca, oko 5 – 7 tisuća otišlo je u sovjetske partizane. Ukupni gubici poljskog stanovništva u Volinju, uključujući ubijene, ranjene, deportirane i ubijene nakon što ih je uhitio NKVD od 1939. do 1941. u Sibir i Kazahstan (cca. 45 tisuća osoba), koje je ubio NKVD u zatvoru u Lutsk, Rivne i manji broj ubijenih u lipnju 1941. godine (nakon agresije trećeg Reicha na SSSR), deportirani na rad u Njemačku (do lipnja 1943. do 25 tisuća Poljaka), koje je u pacifikaciji ubila njemačka policija, i izbjeglica, bilo je u razdoblju 1939. – 1945. oko 150.000 ljudi.

### Žrtve drugih narodnosti
Ukrajinski nacionalisti također su ubijali Židove i Ukrajince koji su se suprotstavili UPA i pomogli Poljacima, također su i likvidirali suradnike iz prve sovjetske okupacije 1939. – 1941. Mnoge žrtve bile su također među mješovitim brakovima. Prema Siemaszekovim kalkulacijama u Volhyniji 1941. – 1945. ukrajinski nacionalisti su ubili oko 847 Ukrajinaca, 1210 Židova, 342 Čeha, 136 Rusa i 70 ljudi drugih nacionalnosti. Međutim, to su podaci koji su nepotpuni.
Žrtve etničkog čišćenja bili su i mala zajednica poljskih Armenaca u Galiciji, ubijeni zbog privrženosti Poljacima (Jeruzalemski nadbiskup Teodorowicz snažno zagovarao pripadnost Lavova Poljskoj). Između 19. i 21. travnja 1944. godine oko 500 poljskih Armenaca i Poljaka ubijeno je u Kutach nad Czeremosu u Pokuciu (zvani mali glavni grad poljskih Armenaca).

## Materijalni gubici
Osim velikog broja žrtava, antipoljski akcije ukrajinskih nacionalista i lokalnog ukrajinskog stanovništva doveli su do ogromnih materijalnih gubitaka u Volinju.
Moglo se utvrditi da je samo u Volinju (bez područja istočne Malopoljske) od ukupnog broja 1150 ruralnih poljskih naselja, u kojima je bilo 31 000 ljudi, tamošnji ukrajinski vojnici uništavali su 1048 naselja i posjede i 26.167 zgrada. Osim toga, uništene su 242 volinske crkve i 102 kapele.
Dana 16. listopada 1943. zapovjednik Vojne oblasti UPA Turiw naredio je svojim jedinicama da blokiraju gospodarske četvrti gradova, tako da ostanu bez kruha za izbjeglice i da uklone tragove poljske prisutnosti razaranjem i paljenjem kuća. Daljnje uklanjanje materijalnih tragova prisutnosti Poljaka u Volinju provedeno je u skladu s naredbom Organizacije ukrajinskih nacionalista od 2. veljače 1944. godine.
a) uništiti sve zidine crkava i drugih poljskih građevina,
b) uništiti stabla u blizini zgrada tako da nema ni tragova da je netko tamo živio, ali ne uništavati voćke po cestama,
c) sve do 21. studenoga 1944. uništiti sve poljske kućice, u kojim su Poljaci prethodno živjeli [...]. Još jedna činjenica privlači da, ako nešto ostane poljsko, Poljaci će imati mržnju prema našim krajevima.

## Volinski pokolj i specijalne službe SSSR-a
Zajednički nalazi sa znanstvenih skupova sa sudjelovanjem poljskih i ukrajinskih povjesničara 1999. godine doveli su do zaključka da su sovjetske posebne službe (NKVD i GRU) doprinijele poticanju i razvoju poljsko-ukrajinskih antagonizama, Uočeno je da je opseg uključivanja sovjetskih posebnih službi i hipoteza u tom smislu ipak nerješiva bez pristupa dokumentaciji u tajnim posebnim zbirkama Ruske Federacije.
Tezu o poticanju međusobnih poljsko-ukrajinskih antagonizama Sovjeta je ispitivao Grzegorz Hryciuk, koji ne vidi mogućnost sovjetske ili njemačke provokacije pri odlučivanju o etničkom čišćenju.
Također, prema najnovijim izjavama Grzegora Motyke (2011.), hipotezu o sovjetskoj provokaciji pri donošenju odluke o etničkom čišćenju treba odlučno odbaciti. 
Ne postoji dokumentirani slučaj napada NKVD-ovaca obučenih kao UPA u bilo kojem poljskom selu.
Tužitelj Piotr Zająć iz Odjela za procesuiranje zločina protiv poljskog naroda, iskazao je da je odluka o istrebljenju pala u krugovima vodstva Organizacije ukrajinskih nacionalista i Ukrajinske ustaničke armije, a ostale odrednice genocida bile su: masovno sudjelovanje ukrajinskih seljaka u pokolju i ukrajinski nacionalizam.
Kao što je primijetio Timothy Snyder, slična društvena i povijesna situacija bila je na području sadašnje Bjelorusije, tamo međutim, nije došlo do etničkog čišćenja Poljaka. Razlika je u nacionalističkoj ideologiji koja nije bila rasprostranjena među Bjelorusima.

## Komemoracije
Dana 7. srpnja 2016. poljski senat usvojio je rezoluciju koju je posvetio građanima druge Poljske Republike 1939. – 1945. i žrtvama genocida ukrajinskih nacionalista. 
Dana 9. srpnja 2016., predsjednik Ukrajine Petro Poroshenko, koji je prisustvovao sastanku NATO-a u Varšavi, klečao je ispred glavnog spomenika žrtvama volinskog genocida.
Dana 22. srpnja 2016., Sejm Republike Poljske, prihvaćanjem rezolucije, utemeljio je 11. srpnja „Nacionalni dan sjećanja na žrtve genocida ukrajinskih nacionalista nad građanima druge Poljske Republike”. Sejm je odao počast svim građanima druge Poljske Republike koje su ubili ukrajinski nacionalisti 1943. – 1945.

## Filmovi
- Wołyń – zapis o zločinu (Poljska, 2003., dokumentarni film)
- Zaboravljeni zločini u Volinju (Poljska, 2009, dokumentarni film)
- Genocid (Poljska, 2016., dokumentarni film)
- Volinj – nepodmiren genocid (Poljska, 2016, dokumentarni film, producirala ga TV Trwam)
- Volinj (Poljska, 2016, dugometražni film, redatelj Wojciech Smarzowski)

## Odbijanje odgovornosti za zločine
U listopadu 1943. godine, vodstvo OUN-B-a u odnosu na genocid u Volinji proglasilo je da „ni ukrajinski narod niti Organizacija ukrajinskih nacionalista” nemaju nikakve veze s masovnim zločinima. „Događaj[e] koji su se dogodili posljednjih mjeseci na ukrajinskoj zemlji” nazivali su „klaonice” u kojima su sudjelovali ljudi koji djeluju u inozemstvu, nijemci i sovjeti. Poljaci su bili optuženi za porast broja tih događaja, ukazujući na četiri razloga:
- napeti odnosi između Ukrajinaca i Poljaka zbog nacionalne politike Druge Poljske Republike;
- „Uništavanje Ukrajinaca” koje su počinili Poljaci u Chełmszczyzni
- Poljake je podržalo njemačko stanovništvo i sovjetski partizani;
- „Sustavni pogrom” Ukrajinaca od Poljaka koji služe u njemačkoj policiji.

Prema Krzysztofu Ładu, tumačenje OUN-B ušlo je u kanon opravdanja za Volinski genocid i reproducirano je u mnogim publikacijama nakon Drugog svjetskog rata.